# Ruská obrana

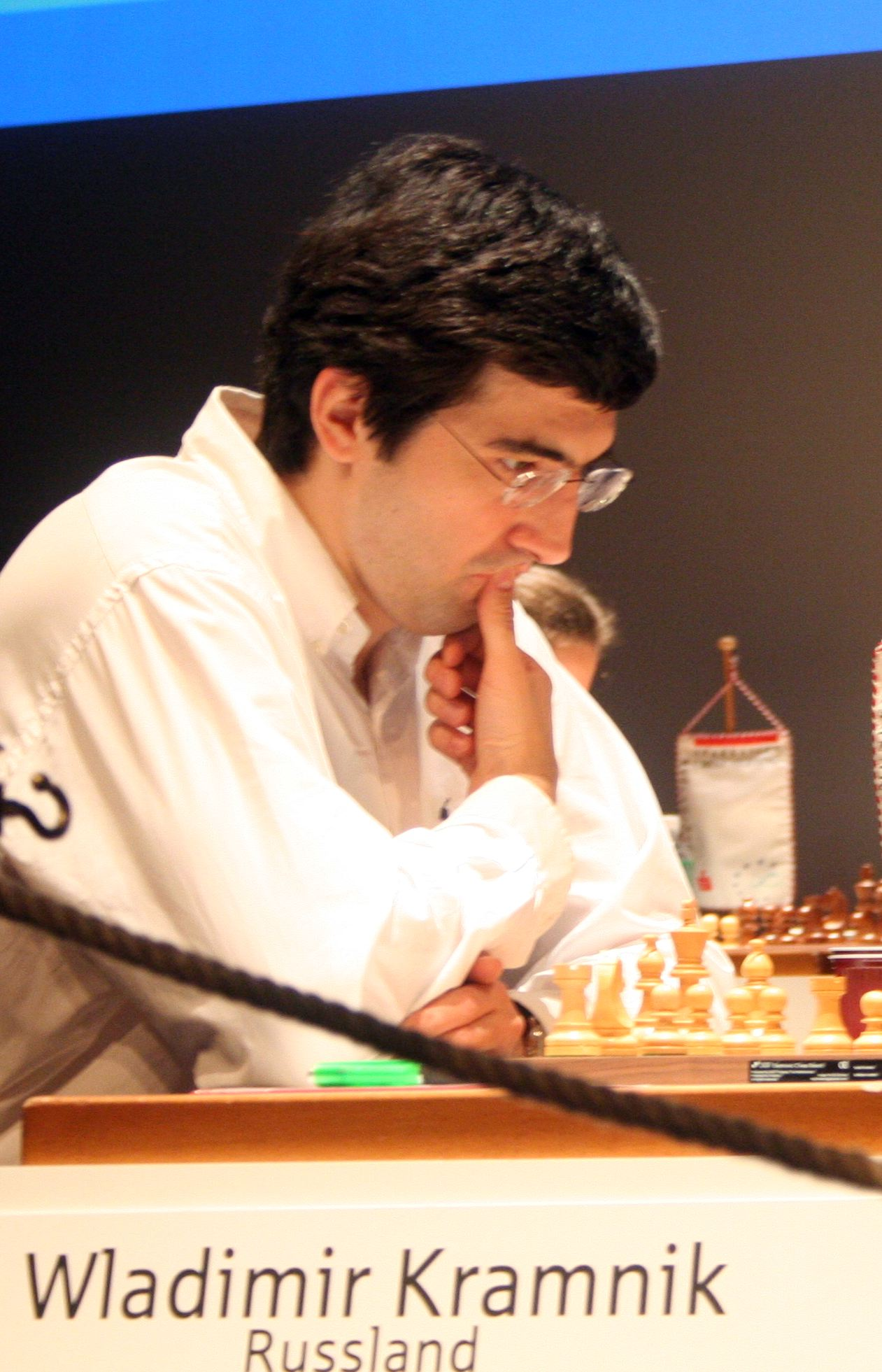
Stoupencem ruské hry je i exmistr světa Vladimir Kramnik

Ruská obrana (či ruská hra) je šachové zahájení, které začíná tahy 1. e4 e5 2. Jf3 Jf6.
Toto zahájení se řadí do skupiny takzvaných otevřených her, jeho hlavní idea spočívá v okamžitém obsazení malého centra královskými pěšci, po čemž však následuje jejich bezprostřední napadení a obvykle oboustranná likvidace, čímž vznikají předpoklady pro vznik symetrických pozic, či pozic s prázdným centrem šachovnice.
Ještě před nějakými dvaceti lety se ruská obrana vyskytovala ve velkých mezinárodních turnajích poměrně vzácně a to i přes to, že toto zahájení mělo i tehdy pověst solidního systému. Důvody byly v podstatě dva, jednak je hra relativně málo agresivní a vznikají v ní často symetrické, zjednodušené pozice, které se nehodí pro situace, kdy chce černý usilovat o výhru, nikoliv jen o remízu. Druhý důvod byl ten, že v ruské obraně získá bílý téměř vždy převahu, která je sice obvykle pouze minimální nebo symbolická, ale na druhou stranu de facto trvalá.
Zejména v posledních letech však toto zahájení zaznamenává mezi šachovými profesionály až neuvěřitelný nárůst popularity, ačkoliv výše zmíněný pohled na ruskou hru se při tom v podstatě nijak nezměnil. Rozdíl je však ten, že stále se zdokonalující metody domácí přípravy špičkových světových profesionálů, do nichž v posledních letech stále více vstupují i počítače, umožnily nalézt poměrně spolehlivé výstavby a prostředky, jak zmíněné minimální nevýhodě, kterou černý v tomto zahájení trpí, s úspěchem čelit a permanentně, v průběhu partie, bránit bílému v jejím zvětšování. Černý se přitom snaží systematicky zjednodušovat postavení a dosáhnout tím smírného výsledku, popřípadě donutit bílého, aby své snahy o vítězství přehnal a černý tak, za pomoci kvalitní defenzívy, rozrazil všechny útoky bílého a následnou protiakcí dosáhl vítězství. Ruská hra si tak stále více vybudovává pověst dobrého zahájení pro okamžiky, kdy se v průběhu turnaje hráč octne v situaci, kdy potřebuje černými čelit silnějšímu protivníkovi, případně když je z důvodu momentální turnajové taktiky, či z jakékoliv jiné příčiny, jeho prioritou na prvním místě neprohrát a pak až eventuálně vyhrát.
Ruskou hru, jako obranu proti tahu 1.e4, v současné době používá celá paleta předních hráčů, včetně bývalého mistra světa Vladimira Kramnika, jemuž toto zahájení plně vyhovuje a ladí s jeho stylem hry, se kterým se řadí mezi skupinu šachistů, již mají v turnaji či zápase obvykle vyčkávací strategii, v níž se často snaží minimalizovat rizika a trpělivě vyhlížet své šance.
V angličtině a některých dalších jazycích bývá ruská nazývána Petrovova obrana (Petrov's Defence). 

## Historie ruské obrany
Ruská obrana je uvedena již v gotinském rukopise z roku 1490. Ve stejném rukopise je uvedena i Philidorova obrana. Můžeme ji také nalézt v knize portugalského mistra Pedra Damiana z roku 1512, která se jmenuje Questo libro e da imparare giocare a scachi et de li partiti. Ve své knize Libro de la invencion liberal y arte del juego del Axedrez ji zmiňuje také Španěl Ruy López, jehož kniha pochází z roku 1561. 

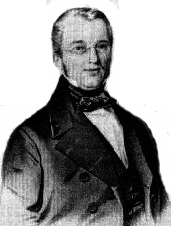
Jeden z prvních analytiků a průkopníků ruské obrany byl Petrov

V roce 1824 bylo toto starodávné zahájení analyzováno ruským šachistou A. D. Petrovem. V roce 1842 jeho rozbory doplnil další ruský mistr Karl Friedrich Jänisch. Odtud vznikl název ruská obrana, resp. ruská hra. 

## Systémy ruské obrany
V podstatě existují dva základní systémy, index zahájení prvního z nich je stejný jako ruské obrany, tedy C42. Index zahájení druhého systému, který se nazývá též Steinitzův systém, je C43.

### Klasická varianta (C42)
Vzniká po pokračování 3. Jf3xe5. Jediné správné pokračování černého je 3. … d7–d6 (3. … Jxe4?? 4. De2 +/–) K dvojsečné hře vede Cochraneho útok
4. Jxf7?! s útočným výhledem za obětovanou figuru. Pokud bílý nechce moc riskovat, zahraje tak 4. Jf3. Následuje toto: 4... Jxe4, 5. d4, 5... d5, 6.Sd3, 6... Jc6
Tento plán vývinu se zdá být nejlepší možností obrany černého.

#### Cochraneho gambit
Jak bylo uvedeno výše, Cochraneho gambit vzniká po tahu 4. Jxf7. Tento smělý gambit objevil skotský šachista John Cochrane (1798–1878) při svém pobytu v Indii v letech 1824–1869, kde ji veleúspěšně používal proti nejsilnějším indickým šachistům. Vyhrál většinu partií, nebylo to však způsobeno silou tohoto gambitu, ale špatnou obrannou hrou černého.

### Steinitzův systém (C43)
Vzniká po tahu (první dva tahy jsou opět stejné) 3. d2–d4 … . Tento tah považoval první mistr světa Wilhelm Steinitz za vyvrácení ruské obrany. Později však bylo prokázáno, že černý udrží rovnou hru. Černý má především dvě možnosti odpovědi: 

1. 3. … Jf6xe4 

2. 3. … e5xd4 